# Marian Głowacki (urzędnik)
Marian Głowacki (ur. 11 sierpnia 1881, zm. 25 września 1925) – polski urzędnik.
Po odzyskaniu przez Polskę niepodległości, w latach 20. II Rzeczypospolitej sprawował stanowisko dyrektora Departamentu Akcyz i Monopoli Ministerstwa Skarbu. W tym czasie jego osoba była wiązana jako prowadząca negocjacje z firmą Kreuger z branży produkcji zapałek, skutkujące przyznaniem jej koncesji koncernowi International Match Corporation. W tej sprawie została powołana sejmowa komisja śledcza, a w trakcie jej prac Marian Głowacki zmarł.
2 maja 1924 został odznaczony Krzyżem Komandorskim z Gwiazdą Orderu Odrodzenia Polski „w uznaniu zasług, położonych dla Rzeczypospolitej Polskiej w dziedzinie uzdrawiania jej finansów”.

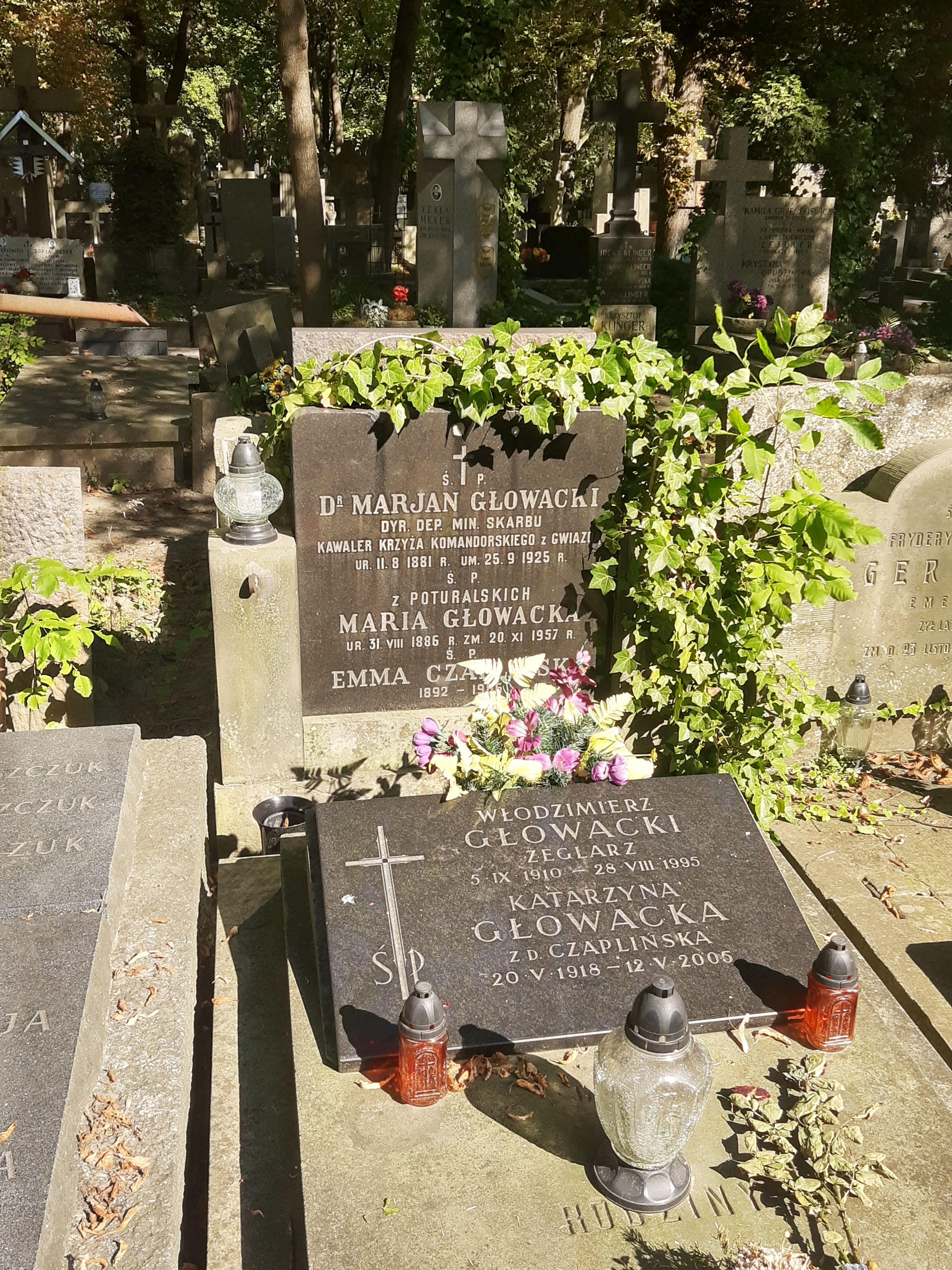
Grób Mariana i Włodzimierza Głowackiego na Starych Powązkach

Został pochowany na cmentarzu Powązkowskim w Warszawie (kwatera 108-6-7).